# KB증권
KB증권(KB證券, KB Securities)은 KB금융그룹의 증권회사다. KB증권은 현대증권의 WM, S&T 사업 역량, KB투자증권의 IB, 홀세일 사업 역량 등이 합쳐져 전체 사업 부문에 있어 균형있는 사업 포트폴리오를 확보하게 되었다. KB증권은 자기자본 4조원이 넘는 초대형 증권사로서 더욱 전문화된 투자서비스를 통해 대한민국 대표 증권사가 되기 위해 최선을 다한다는 전략이다. KB증권은 '고객의 평생 투자파트너'로서 국내 최대 수준의 점포망과 온라인 서비스를 기반으로 고객의 다양한 금융 니즈에 대해 최상의 서비스와 투자솔루션을 제공할 방침이다. 미래에셋증권, NH투자증권, 한국투자증권, 삼성증권, 대신증권, 신한금융투자, 하나금융투자 등과 함께 초대형IB 5개사로 지정된 대형증권사이며(일명 빅5 증권사), 2019년 사업보고서에 따르면 직원 1인당 평균급여액은 약 1.2억원 수준으로 기재되어 있다.

## 역사
1962년 6월 국일증권으로 설립되어 1975년 9월 증권거래소에 상장하였다. 1977년 9월 현대그룹에 편입되었으며, 1986년 6월 사명을 국일증권에서 현대증권으로 변경하였다. 2009년 현대자산운용과 2011년 현대저축은행을 자회사로 출범시켰다. 2013년 12월 유동성 위기에 시달리던 현대그룹이 현대증권 매각을 결정하였으며, 2015년 1월 우선협상대상자로 일본계 사모펀드인 오릭스 PE가 선정되었다. 2015년 10월 인수 절차를 밟던 오릭스 PE가 인수 포기를 현대그룹에 통보하였다. 2016년 5월 KB금융지주에 매각하였다. 2016년 11월 현대증권은 KB금융지주의 100% 완전자회사로 편입되면서 상장폐지되었다. 2017년 1월 1일 KB투자증권과 현대증권이 흡수합병하여 KB증권이 출범하였으며, 2017년 5월 15일 전산 통합이 완료되었다.

## 상품
2021년 7월 12일  체크카드 상품 라인업을 일부 새단장해 '에이블카드2'를 출시하였다.

## 매각된 자회사
- 현대자산운용[4]
- 현대저축은행[5]

## 주요 사업
- 유가증권의 매매 및 위탁매매, 매매의 중개 또는 대리
- 주가지수의 매매 및 위탁매매, 매매의 중개 또는 대리
- 옵션의 매매 및 위탁매매, 매매의 중개 또는 대리
- 해외에서 유가증권의 매매
- 증권투자신탁 업무
- 국내외 기업인수, 합병(M&A)의 주선·중개·자문 또는 대리

## 기타
- 1998년부터 KBS 뉴스(930 뉴스, 12시 뉴스, 5시 뉴스) 증권시황 코너 중의 자료 제공을 받고 있다. 그 외 2002년 부터 2006년까지는 KBS TV의 아름다운 세상 만들기 캠페인의 스폰서를 내보냈다.